# Acido xantico
Il termine acido xantico indica una classe di composti organici caratterizzati dal possedere formula ROC(=S)SH. Più precisamente si tratta di O-esteri dell'acido ditiocarbonico. Perdendo un atomo di idrogeno si origina l'anione xantato. Non è raccomandato l'uso di questo termine dall'IUPAC, in quanto considerato obsoleto.